# كينيث سيمز
كينيث سيمز (بالإنجليزية: Kenneth Sims)‏ هو لاعب كرة قدم أمريكية أمريكي، ولد في 31 أكتوبر 1959 في كوسي في الولايات المتحدة. شارك مع فريق نيوإنجلاند بتريوتس في ثماني مواسم في الدوري الوطني لكرة القدم الأمريكية في الثمانينيات.

## وصلات خارجية
- كينيث سيمز على موقع مرجع كرة القدم المحترفة.كوم (الإنجليزية)